# Arthurs Gesetz
Arthurs Gesetz ist eine schwarze Komödie im Serienformat von Autor Benjamin Gutsche und Regisseur Christian Zübert. In den Hauptrollen sind Jan Josef Liefers als Arthur Ahnepol und Martina Gedeck in einer Doppelrolle als seine Frau Martha und ihre Zwillingsschwester Muriel zu sehen. Die Serie ist eine Gemeinschaftsproduktion von TNT Comedy und good friends Filmproduktion und handelt von einem 50-jährigen Arbeitslosen, der vom Pech verfolgt wird und mit seiner herrschsüchtigen Frau Martha in einer Kleinstadt lebt. Die Erstveröffentlichung fand am 31. August 2018 bei EntertainTV, einem Portal von Telekom Deutschland, statt.

## Handlung
Der arbeitslose Arthur Ahnepol lebt mit seiner Frau Martha ein trostloses Leben in der Kleinstadt Klein Biddenbach. Er war früher in einem Sägewerk beschäftigt, doch dann drängte ihn seine dominante und kaufsüchtige Frau dazu, sich die rechte Hand abzusägen, um die Versicherung zu betrügen. Allerdings wurde er dabei von einer Kamera aufgenommen und der Betrug flog auf.
An seinem 50. Geburtstag lernt Arthur die Prostituierte Jesse kennen und verliebt sich in sie. Als ihr Zuhälter bei Arthur zuhause auftaucht, töten er und seine Frau ihn. Gemeinsam mit der Polizistin Muriel, Marthas Zwillingsschwester, lassen sie die Leiche verschwinden.
Später fasst Arthur den Plan, seine Frau umzubringen.

## Hintergrund
Ursprünglich nur als fünfminütiger Teil einer Serie über Urbane Legenden geplant, sollte der Hauptautor dann den Pilotfilm einer ganzen Serie schreiben. Während seiner Recherchen fand er die Geschichte eines Mannes, der sich für einen Versicherungsbetrug die Hand abhackte. Beim Schreiben ließ er sich nach eigenen Angaben von der Serie Orange Is the New Black inspirieren.
Die Dreharbeiten fanden vom 19. September 2017 bis zum 16. Februar 2018 statt. Gedreht wurde unter anderem in Hof und in Marktredwitz im Fichtelgebirge.

## Kritiken
Kathrin Hollmer schreibt auf sueddeutsche.de, die Serie liefere „[m]it brillanten Bildern und hochkarätiger Besetzung […] den Beweis, dass anspruchsvolle Comedy noir auch in Deutschland funktioniert“ und erinnere „an die Dynamik der ersten Staffel der US-Erfolgsserie Fargo.“ Dagegen meint Oliver Kaever auf Spiegel Online, dieser Vergleich sei „arg hoch gegriffen.“ Während das US-Vorbild „in Sphären elementarer, geradezu existenzieller Dramatik“ aufstiege, bliebe Arthurs Gesetz „im Mief bundesdeutscher Biederkeit hängen.“